# Iglesia – Convento y Museo de Santa Teresa
El Museo de Santa Teresa, es una entidad cultural y religiosa de la ciudad de Potosí, en Bolivia, el conjunto es una edificación del S. XVII, declarado Monumento Nacional de Bolivia por Decreto de Ley del 4 de noviembre de 1930.

## Fundación
La cédula Real fechada en Madrid el 26 de julio de 1684 autorizó la construcción de un convento Carmelo en la Villa Imperial de Potosí, el inmueble fue construido en terrenos donados por el Clérigo José Fernández Lozano rico minero asentado en la Villa.
La dotación y edificación del Monasterio Teresiano fueron costeados por los matrimonios pertenecientes a la nobleza virreinal.
El 24 de diciembre de 1685, llegaron las cuatro primeras Carmelitas Descalzas que inauguraron el convento de clausura.

## Arquitectura
El edificio presenta una  estructura de convento virreinal, los elementos arquitectónicos que enriquecen el edificio del convento en su totalidad son los espacios que la conforman tanto exteriores e interiores, donde se puede apreciar los arcos de medio punto dentro de los ambientes. En cuanto a las áreas exteriores la  el convento contaba con siete patios y ermitas que actualmente han desaparecido, quedando dos claustros rehabilitados como parte del museo donde destacan primer patio de 32 columnas de madera y capiteles jónicos con una fuente central.
La fachada del templo es de estilo barroco.

### Templo
El templo se construyó de una sola nave, como correspondía a los conventos de monjas, fue concluido en el año 1691 y estrenado el 26 de abril de 1692. 

### Nave
La nave posee un estupendo artesonado con 1943 casetones de estilo mudéjar en la policromía, predominando en la gama de colores el rojo, las flores en azul y ribetes con pan de Oro.
Cuenta con un coro alto, una galería de músicos en el sotocoro, y un coro bajo del lado del claustro. 

### Cubierta
En cuanto al sistema constructivo de las cubiertas se conservan las vigas de madera en par y nudillo, además del entramado de cañahueca, sujetos con el tiendo o cuero de vaca mojada.

## Refuncionalización como museo
En el año 1976 se dio inicio a la organización del museo, después de dos años se abrieron las puertas para mostrar el Museo con 15 salas del primer patio. En 1988 la llegada a la Comunidad de la Madre Carmen Teresa del Amor con formación de arquitecta permitió  concluir la organización del museo en los dos patios del convento.
La restauración realizada en el museo tuvo como criterio principal el de conservar la arquitectura colonial y devolverle a los ambientes y patios toda su belleza original. La museología se ha adecuado a la arquitectura logrando mostrar las funciones originales de cada ambiente.
Finalmente en el año 2000 se entregó el museo totalmente restaurado con una misa concelebrada. 